# Tipula albostriata
Tipula albostriata är en tvåvingeart som beskrevs av Gabriel Strobl 1909. Tipula albostriata ingår i släktet Tipula och familjen storharkrankar. Inga underarter finns listade i Catalogue of Life.